# Ionel Bondariu
Ionel Bondariu (n. 10 iulie 1953) este un fost deputat român în legislatura 1992-1996, ales în județul Iași. Ionel Bondariu a fost validat ca deputat pe data de 15 martie 1993 când l-a înlocuit pe deputatul Ioan Hariga. Ionel Bondariu a fost membru PDSR până în 1995.